# Sant Llorenç prop Bagà
Sant Llorenç prop Bagà és un conjunt monàstic del municipi de Guardiola de Berguedà (Berguedà) inclosa en l'Inventari del Patrimoni Arquitectònic de Catalunya. Es troba en un pla al costat del riu Bastareny, a 1 km de Guardiola de Berguedà, al nord del nucli urbà, concretament a la vall del Brocà, enlairat en un planell del vessant oriental de la serra de Gisclareny. Aquesta situació és bastant estratègica, ja que en l'època de la consagració estava a prop d'una font força cabalosa i també d'unes coves que es podien aprofitar per a refugi o recés. També estava situat al costat d'una via prou important que unia el Berguedà amb la Cerdanya.

## Descripció
És un temple de planta basilical cobert amb volta de canó corresponent al primer romànic de principis del segle xi i reformat al segle xii. L'estructura és força complexa: consta d'una cripta i tres naus, part de les quals tenen dos nivells, cobertes amb volta de canó, i les restes de dues absidioles al costat de ponent, mentre que l'accés és a llevant. Amb el terratrèmol del segle xv van esfondrant-se el tres primers trams de les naus escurçant-ne la llargada i es traslladà la façana a la meitat de l'església. La restauració duta a terme el 2005 ha recuperat l'espai original i traslladat la façana barroca al lloc de la façana primitiva. La porta barroca oberta al mur de llevant de l'església, fruit de les reformes efectuades a l'edifici al segle xviii, consta d'una llinda monolítica que porta la data de construcció (1761) rematada per un frontó triangular que acollia una imatge de Sant Llorenç, patró de l'església (avui desapareguda), dins un petit nínxol. Sobre la porta hi ha un òcul circular que il·lumina la nau.

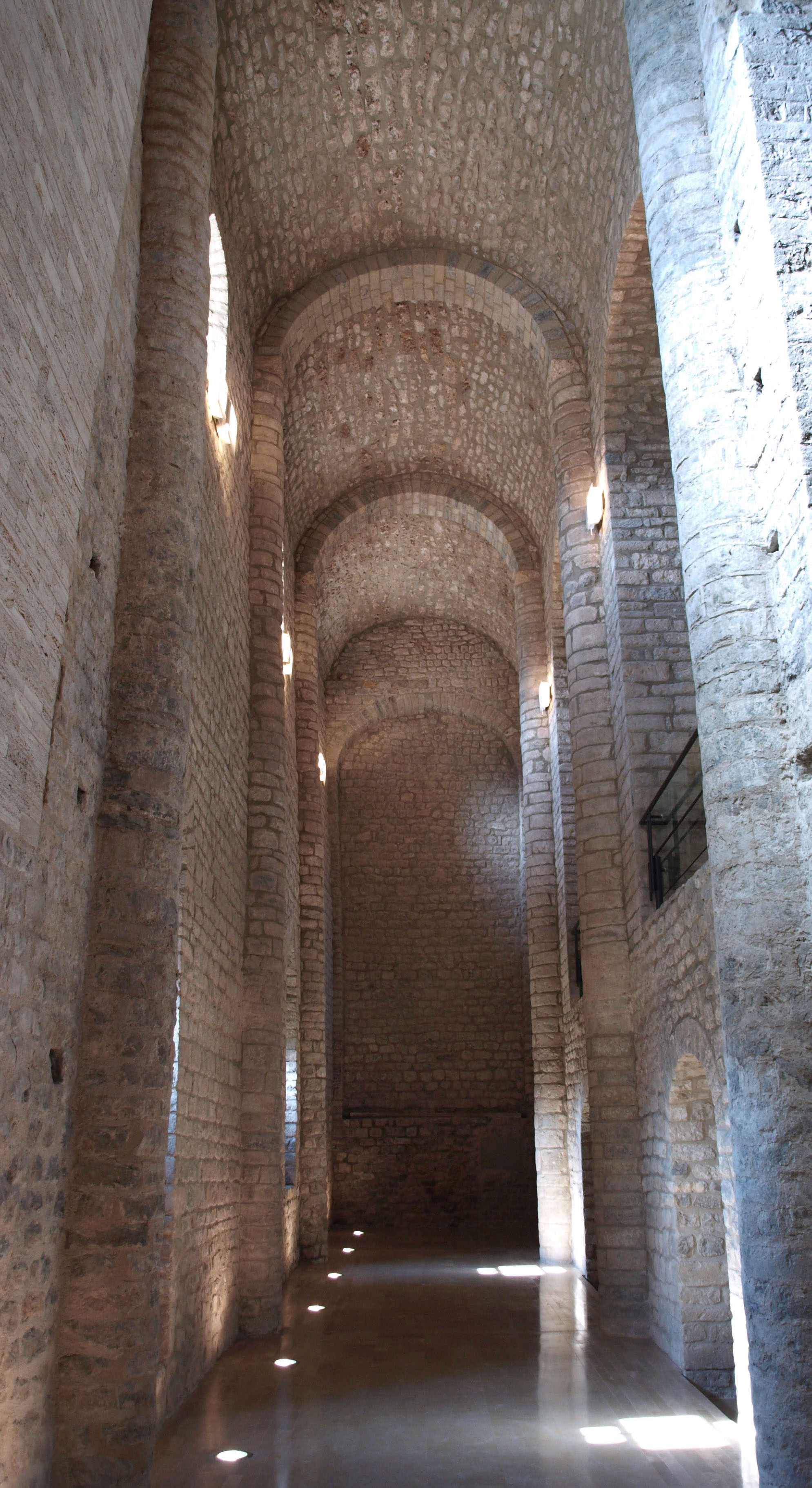
Nau lateral de la basílica de Sant Llorenç prop Bagà

Les finestres de Sant Llorenç són de doble rebaix i arc dovellat decorat amb curiosos dibuixos en baix relleu, segurament procedents de la primera església i que alguns autors han qualificat de trets visigòtics. Hi ha un personatge, molt rudimentari, vestit i amb un braç estirat; motius ornamentals de flors de sis pètals i tiges entrellaçades formant espais circulars.
L'església és l'edifici més ben conservat del total de les construccions del monestir, i gràcies a les restauracions dutes a terme fins a l'actualitat s'ha restituït l'aparença que se suposa que hauria tingut el temple al segle xii, amb gairebé tots els elements medievals recuperats: basílica, capçalera, tribuna i voltes. De la basílica original, però, només resten dempeus fins a certa alçada els murs de la meitat de ponent. També en aquesta banda resten les ruïnes de la capçalera, dues absidioles d'estil romànic.

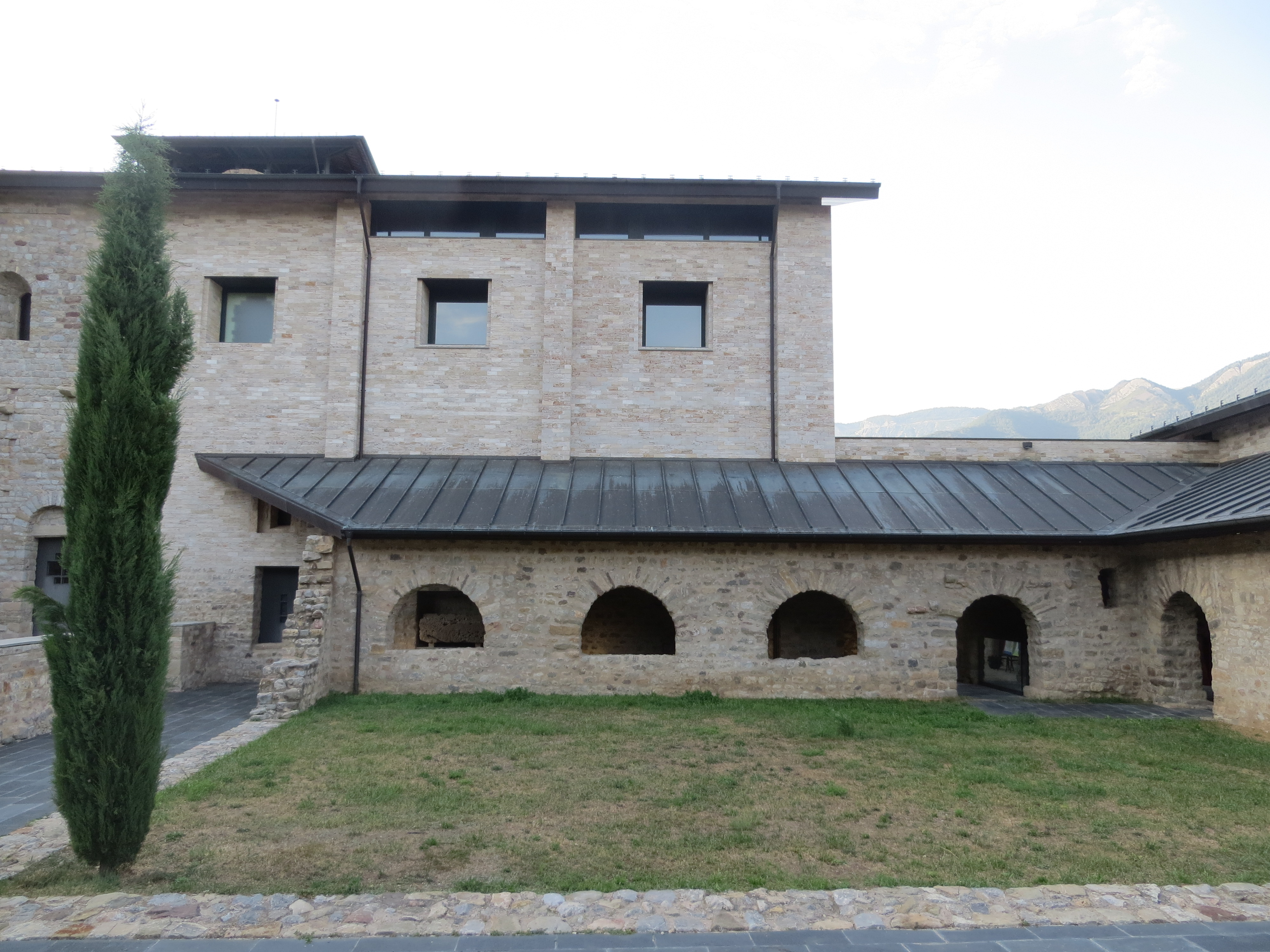
Claustre de Sant Llorenç prop Bagà

L'interior de la basílica consta de tres naus, una de central més ampla i dues de laterals. Des de la meitat fins a ponent la nau central té dues plantes. A la planta alta hi ha la tribuna, sostinguda per voltes per aresta descarregades en pilars, que a la vegada també recolzen arcs formers de mig punt que separen la nau central de les laterals. La meitat de llevant del temple és d'una sola planta coberta amb arcs perpianys recolzats per llevant en unes semicolumnes de la paret lateral de l'edifici i a ponent pels mateixos pilars que sustenten la tribuna.
Les dependències monacals han estat parcialment reconstruïdes i consten d'un claustre amb arcs de mig punt punt força rústegues, del que es pot veure una galeria, al voltant del qual s'organitzen les estances. La sala capitular presenta una porta central flanquejada per dues finestres geminades. Aquestes dependències estan situades al sud i a l'est de l'església. Del claustre, que es troba al mig de tot el conjunt, se n'ha conservat l'ala oriental i la septentrional, i de l'edifici monàstic només en resta original la planta baixa, tot i que segurament tenia també una primera planta, ja que s'han conservat les ruïnes d'una escala per accedir-hi.

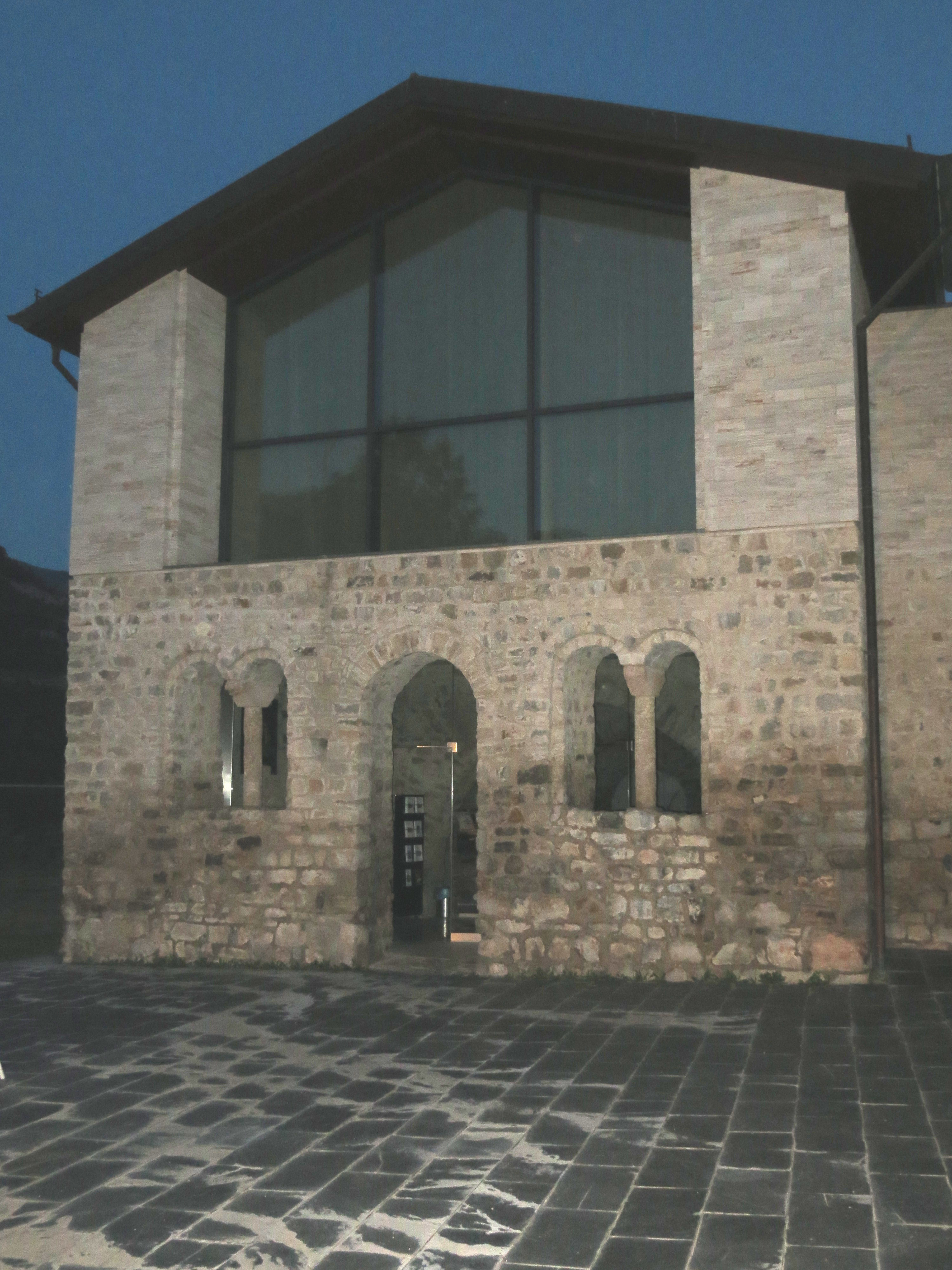
Sala capitular de Sant Llorenç prop Bagà

Al sud del claustre resten unes ruïnes al descobert que corresponen a diferents dependències monacals i hi destaca tot un tancament del recinte, construït al segle xii, que comptava amb una petita bestorre. També s'ha conservat l'espai que s'utilitzava com a necròpolis del monestir des del segle xi, situat en una terrassa elevada al costat de la façana de migdia de l'església. Aquí hi destaquen una sèrie de cenotafis prismàtics de pedra com a marques de les sepultures austeres (característiques de la regla de sant Benet) dels membres destacats de la comunitat. I unes senzilles pedres clavades verticalment al terra que assenyalen les tombes dels monjos.

## Història
Les primeres notícies de l'església són de finals del segle ix quan els comtes de Cerdanya iniciaren una llarga política de suport a la comunitat monàstica de St. Llorenç. El monestir ja funcionava com a badia organitzada l'any 898, fet que corrobora el primer document conservat de Sant Llorenç prop Bagà. En aquell temps els clergues possiblement vivien al voltant d'una esglesiola.
L'església fou consagrada el 983, quan tenia quinze monjos, amb la presència del bisbe d'Urgell i els comtes Oliba i Ermengarda de Cerdanya i Besalú i altres prohoms. El document que recorda aquell esdeveniment també conté la llista de totes les seves possessions escampades pels comtats de Berga, Manresa, Cerdanya, Besalú, Conflent i Barcelona i amb això posa de manifest la importància del cenobi, que en aquella època va ser un dels més destacats dins la diòcesi d'Urgell. Els béns immobles que tenia el monestir en el moment de la consagració eren nombrosos: masos, vinyes, cases, terres, molins, esglésies, horts, etc. De masos en tenia uns 70, de vinyes unes 56, també 65 terres i dues vil·les: Fumanya i les Llenes.
Amb grans donacions, entre els segles xi i xiii trobem el període de màxima esplendor, prosperitat i creixement. Fins a l'any 1030 el domini monàstic es va mantenir en una fase de ràpid creixement. En pocs anys els monjos van rebre importants donacions de particulars i van passar a tenir moltes terres a l'entorn del monestir. També, gràcies a les donacions dels comtes de Cerdanya i dels bisbes d'Urgell van esdevenir un dels grans propietaris del Berguedà i la Cerdanya. L'any 1030 la base del domini ja estava formada, a partir de llavors les donacions van ser més esporàdiques i cap a l'any 1300 gairebé van deixar d'existir. A finals del segle xiii s'inicià la decadència (deutes, saquejos, terratrèmol de 1428, enfrontaments i plets amb els senyors veïns, etc.) que culminà al segle xv amb la presència dels abats comendataris que no residien al cenobi, i que va fer que el seu estat de deutes i ruïna augmentés. Aquesta decadència afectava gairebé a tots els monestirs catalans al final de l'edat mitjana, però a Sant Llorenç prop Bagà aquesta situació generalitzada es va agreujar molt com a conseqüència dels terratrèmols que van succeir entre l'any 1427 i 1429. En aquests episodis sísmics es van ensorrar bona part de les construccions i com que llavors es disposava de poques rendes no es van poder reconstruir fins anys més tard. Algunes, fins i tot, no es van reconstruir mai més. L'estat del monestir vint anys més tard era de màxima pobresa, només hi vivien dos monjos i no hi havia possibilitats econòmiques per la reconstrucció. L'any 1490 ja no hi vivia l'abat, que s'havia traslladat a Bagà, i el monestir restava en un estat d'abandonament.
A principis del segle xvi es van fer algunes obres de restauració a la teulada de l'església i en altres llocs, però van ser poques. L'any 1592 va ser convertit en priorat de la Congregació Claustral de Tarragona i vinculat al monestir de Sant Pau del Camp de Barcelona, fins a l'abandó total l'any 1614. El 1835 fou desamortitzat. Malgrat tot, i al contrari del que va ocórrer a la resta de l'estat quan els monjos abandonaven els monestirs després de la desamortització, a Sant Llorenç prop Bagà el monjo prior, que aleshores era Martí Gironella, hi va continuar vivint fins que va morir, l'any 1838. A partir del 1855 Sant Llorenç prop Bagà, com a parròquia, va passar a dependre de la seu de Solsona. El 1984- 1985 fou restaurat del servei de conservació i restauració per la Diputació de Barcelona.

## Reconstrucció
La reconstrucció definitiva del monestir de Sant Llorenç prop Bagà va començar el 19 d'abril de 1983 a càrrec del servei de monuments de la Diputació de Barcelona. Aquesta reconstrucció, però, va tenir diferents etapes. Primerament es van desmuntar les cobertes de la nau de l'església i el campanar que hi havia i se’n van fer de noves. Al mateix temps, a partir de l'any següent, també es van iniciar els treballs d'arqueologia, amb una campanya d'excavacions que va durar fins al 1989. Amb aquesta reconstrucció es començava a recuperar l'espai autèntic de la basílica, que s'havia perdut en les diverses modificacions que havia sofert fins llavors i va anar apareixent amb les excavacions arqueològiques.
Després d'uns anys aturades, les obres es van reprendre l'any 1996 i amb aquestes van aparèixer noves restes del monestir, la casa de l'abat i el claustre. Però no va ser fins a l'any 2001, amb l'inici del desmuntatge de la casa de colònies (construïda l'any 1967 aprofitant els murs de l'antiga rectoria), quan els tècnics van poder acabar les investigacions històriques que permetrien culminar la reconstrucció de tot l'espai del monestir. L'any 2003 es va acabar l'enderrocament de la casa de colònies i es va tancar el mur que envolta tot el recinte. També es van consolidar les restes de murs medievals i es va restaurar la façana de l'edifici monàstic, amb dues finestres geminades. La reconstrucció es va fer amb una pràctica anomenada diacronia harmònica, consistent en una barreja d'estils, conservant els originals en les parts recuperades i combinant-los amb d'altres de moderns per aquells elements que es feien de nou. Fins a l'any 2007 es van anar recuperant i reconstruint els murs, la coberta de l'església i el campanar, es va recol·locar la porta del set-cents i la finestra romànica. També es fan fer finestres noves i a l'interior de l'església s'hi va construir un mur blanc amb inscripcions en diferents idiomes de l'encíclica de Papa Joan XXIII, Pacem in terris. L'any 2008, un cop finalitzat el claustre i pavimentats els entorns, es van donar les obres per acabades, amb una celebració el dia de Sant Jaume. Els dies següents hi va haver jornades de portes obertes.